# Erytropoes
Erytropoes är bildandet av röda blodkroppar, erytrocyter. Detta sker i flera steg där ursprunget är en stamcell i benmärgen. Denna blir till en pronormoblast som har stor kärna och lite cytoplasma som blir blå vid infärgning under mikroskop. Efter kommer basofil normoblast som är något mindre (12-17 mikrometer) och kärnan tar upp en mindre del av cellens totala volym än i pronomroblasten. polykromatisk normoblast är ännu mindre och kärnans andel är också mindre, cirka hälften av volymen. Därefter kommer orthokromatisk normoblast. Denna utveckling sker i märgen. En polykromatisk erytrocyt kan däremot förekomma i blodet och är steget innan en erytrocyt. Denna saknar cellkärna, precis som erytrocyten.
1. pronormoblast
2. basofil normoblast
3. polykromatisk normoblast
4. orthokromatisk normoblast
5. polykromatisk erytrocyt (reticulocyt)

## Hemoglobinsyntes
Hemoglobin, som är den främsta beståndsdelen i röda blodkroppar, är ett makromolekylärt komplex av järn, hemoglobin. Transferrinbundet järn binds till transferrinreceptorer på cellytan och vinner inträde till cellen. Järn frigörs från transferrinet i endosomet. Järn kan överföras från endosomet för att ingå i hemoglobinsyntesen eller för att lagras som ferritinkomplex i cytoplasman. Mitokondrierna och cytoplasman samverkar i syntesen av hem. Mitokondrierna använder glycin, vitamin B6 och succinyl-CoA för att bilda δALA. Cytoplasmaenzymer tar därefter över för att bilda porfobilinogen, uroporfyrinogen och koproporfyrinogen. Åter inne i mitokondrierna bildas protoporfyrin som kombineras med järn för att bilda hem, en ringstruktur med fyra porfyrindelar som omsluter en järnjon. 
Proteindelen av hemoglobin, globin, är en tetramer som bildas från gener på kromosom 11 och 16. Erygrocyterna är från de tidigaste förstadierna specialiserade på att syntetisera hemoglobin. Detta innebär att alla beståndsdelar till erytropoesen måste finnas på plats i tillräcklig mängd för att hemoglobinet och erytrocyten skall kunna bildas och utvecklas till full funktionalitet.

## Nedbrytning
När en erytrocyt nått slutet på sin livstid förstörs hemoglobinmolekylen och järnatomen återanvänds. Porfyrinet bryts ner i en lång kedja av reaktioner, där molekylerna i de olika mellanstegen har olika färg. Den slutgiltiga avfallsprodukten heter bilirubin, och utsöndras till gallan av levern. En frisk erytrocyt i en frisk organism har normalt en livslängd på cirka 120 dagar.